# Woronjaky
Woronjaky (ukrainisch Вороняки; russisch Вороняки Woronjaki, polnisch Woroniaki) ist ein Dorf im Osten der ukrainischen Oblast Lwiw mit etwa 2955 Einwohnern (2025).
Das Ende des 15. – Anfang des 16. Jahrhunderts gegründete und 1680 erstmals schriftlich erwähnte Dorf hatte 1894 eine Anzahl von 333 Häusern mit insgesamt 1866 Bewohnern. Von diesen waren 1099 griechische Katholiken und 767 römische Katholiken.
Sie gehört verwaltungstechnisch zur Stadtgemeinde Solotschiw, bis 2020 war Woronjaky die einzige Ortschaft der gleichnamigen Landratsgemeinde in der historischen Landschaft Galizien im Osten des Rajon Solotschiw. Das Dorf liegt 74 km östlich vom Oblastzentrum Lwiw. Nördlich des Dorfes verläuft die Fernstraße N 02 und an der Ortsgrenze liegt der Bahnhof der nördlich angrenzenden Rajonhauptstadt Solotschiw an der Bahnstrecke Krasne–Odessa.